# Cidade de Deus: A Luta Não Para
Cidade de Deus: A Luta Não Para  és una sèrie de televisió brasilera estrenada en 2024. Protagonitzada per Alexandre Rodrigues, Thiago Martins, Roberta Rodrigues, Sabrina Rosa, Edson Oliveira, Marcos Palmeira i Andréia Horta, està basada en la cèlebre pel·lícula homònima de 2002.<.
Produïda per Miramax i O2 Filmes, té lloc vint anys després dels esdeveniments de la pel·lícula original, amb Wilson "Rocket" Rodrigues relatant com els conflictes entre la policia, els narcotraficants i les milícies van afectar la comunitat.
La sèrie va ser estrenada el 25 d'agost de 2024 a Max, i fins al moment, consta de sis episodis en una temporada.

## Argument
La sèrie mostra a Wilson «Rocket» Rodrigues fent realitat el seu somni de convertir-se en fotoperiodista dues dècades després dels esdeveniments de la pel·lícula. Rocket torna a les favelas, amb l'objectiu de documentar les disputes entre traficants de drogues, policies, milicians i polítics.
El narcotraficant Bradock surt de presó. Decideix intentar recuperar el control del turó de mans del cap Curió, posant als veïns de Cidade de Deus enmig del foc creuat entre milícies, narcotraficants i les autoritats de Rio de Janeiro. Insatisfeta amb la situació, la comunitat s'uneix per a evitar que succeeixi el pitjor. Rocket, que ja no viu a CDD però continua sent volgut pels veïns, continua registrant la realitat allí amb la seva inseparable càmera.

## Repartiment
- Alexandre Rodrigues com a Rocket
- Edson Oliveira com a Barbantinho
- Thiago Martins com a Bradock
- Roberta Rodrigues com a Berenice
- Andréia Horta com a Jerusa
- Dhonata Augusto com a Deiano
- Eli Ferreira com a Ligia
- Sabrina Rosa com a Cinthia
- Shirley Cruz com a Martinha
- Luellem de Castro com a Leka
- Kiko Marques com a Reginaldo
- Victor Andrade com a Geninho
- Marcos Palmeira com a Curió
- Matheus Nachtergaele com a Cenoura

## Episodis
| Núm. | Títol       | Direcció     | Guió                                                                                    | Data d'emissió original |
| --- | ----------- | ------------ | --------------------------------------------------------------------------------------- | ----------------------- |
| 1 | «Episodi 1» | Aly Muritiba | Renata Di Carmo Rodrigo Felha Sérgio Machado Aly Muritiba Armando Praça Estevão Ribeiro | 25 d'agost de 2024      |
| Wilson torna a Cidade de Deus per retrobar-se amb vells amics. La reaparició de Bradock al barri desencadena un conflicte perillós                   |             |              |                                                                                         |                         |
| 2 | «Episodi 2» | Aly Muritiba | Renata Di Carmo Rodrigo Felha Sérgio Machado Aly Muritiba Armando Praça Estevão Ribeiro | 1 de setembre de 2024   |
| Wilson coneix un periodista que busca investigar la corrupció policial. Barbantinho intenta establir un cara a cara entre Curió i Bradock.           |             |              |                                                                                         |                         |
| 3 | «Episodi 3» | Aly Muritiba | Renata Di Carmo Rodrigo Felha Sérgio Machado Aly Muritiba Armando Praça Estevão Ribeiro | 8 de setembre de 2024   |
| Enmig d'una guerra mortal pel territori, PQD aprofita els seus antecedents militars per donar suport a Curió, mentre Jerusa orquestra una emboscada. |             |              |                                                                                         |                         |
| 4 | «Episodi 4» | Bruno Costa  | Renata Di Carmo Rodrigo Felha Sérgio Machado Aly Muritiba Armando Praça Estevão Ribeiro | 15 de setembre de 2024  |
| 5 | «Episodi 5» | Aly Muritiba | Renata Di Carmo Rodrigo Felha Sérgio Machado Aly Muritiba Armando Praça Estevão Ribeiro | 22 de setembre de 2024  |
| 6 | «Episodi 6» | Bruno Costa  | Renata Di Carmo Armando Praça Sérgio Machado Rodrigo Felha                              | 29 de setembre de 2024  |

## Producció i llançament
HBO va anunciar el maig de 2024 que una seqüela de la pel·lícula del 2002 Cidade de Deus s'estrenaria com una sèrie de sis episodis. La sèrie continua adaptant les obres de Paulo Lins i segueix el fotògraf Buscapé. Diversos membres del repartiment de la pel·lícula van tornar per a la sèrie més de dues dècades després.
La sèrie va començar a emetre's a HBO Latino i a reproduir-se en streaming a Max el 25 d'agost de 2024.
El 30 d'agost de 2024, HBO va renovar la sèrie per a una segona temporada.

## Recepció crítica
A Rotten Tomatoes, la sèrie té una qualificació d'aprovació del 83% basada en les crítiques de sis crítics, amb una puntuació mitjana de 5,5/10. A Metacritic, la pel·lícula té una puntuació de 53 sobre 100 basada en quatre crítiques, cosa que indica "crítiques mixtes o mitjanes".

## Premis i nominacions
| Any  | Premi                          | Categoria                                                   | Nominació                                      | Resultat  | Ref.  |
| ---- | ------------------------------ | ----------------------------------------------------------- | ---------------------------------------------- | --------- | ----- |
| 2024 | Prêmio F5                      | Millor actor                                                | Alexandre Rodrigues                            | Guanyador | [ 7 ] |
| 2024 | Prêmio APCA de Televisão       | Millor sèrie de ficció                                      | Bráulio Mantovani                              | Guanyador | [ 8 ] |
| 2025 | XII edició dels Premis Platino | Millor minisèrie o telesèrie cinematogràfica iberoamericana | Cidade de Deus: A Luta Não Para – 1ª Temporada | Nominat   | [ 9 ] |
| 2025 | XII edició dels Premis Platino | Millor interpretació masculina en minisèrie o telesèrie     | Alexandre Rodrigues                            | Nominat   | [ 9 ] |
| 2025 | XII edició dels Premis Platino | Millor interpretació femenina en minisèrie o telesèrie      | Andréia Horta                                  | Nominat   | [ 9 ] |